# Aniñón
Aninyò o Aninyón (en aragonès i Aniñón en castellà) és un municipi d'Aragó situat a la província de Saragossa i enquadrat a la comarcar del Comunitat de Calataiud.